# Bona Dea
Bona Dea este o zeiță autohtonă din mitologia romană, protectoare a femeilor și având atribuții oraculare. Misterele ei se celebrau anual într-o  pădure sacră de pe colina Aventinus, într-un sanctuar  ferit de ochii bărbaților, ritualul fiind oficiat doar de femei și fete.